# Raphael Framberger
Raphael Framberger (Aystetten, 6 de setembro de 1995) é um futebolista profissional alemão que atua como lateral-direito. Atualmente, joga no Augsburg II.

## Carreira
Raphael começou a carreira no Augsburg em 2010. Três anos depois, ele subiu para o time principal.